# Geoffrey Ingram Taylor
Geoffrey Ingram Taylor (Londra, 7 marzo 1886 – Cambridge, 27 giugno 1975) è stato un fisico inglese.
È una figura importante nello studio della dinamica dei fluidi e della teoria delle onde. Il suo biografo e studente, George Batchelor, lo descrisse come "uno dei più importanti scienziati di questo secolo". Ha ricevuto la medaglia Timoshenko del 1958.
La Medaglia G.I. Taylor della Society of Engineering viene assegnata in suo onore.

## Onorificenze

### Onorificenze scientifiche
- Medaglia Royal 1933
- Medaglia Copley 1944
- Medaglia d'oro Symons 1951
- Medaglia Wilhelm Exner 1954
- Medaglia De Morgan 1956
- Medaglia Timoshenko 1958
- Medaglia Franklin 1962
- Medaglia Theodore von Karman 1969